# Gnathium nanulum
Gnathium nanulum là một loài bọ cánh cứng trong họ Meloidae. Loài này được MacSwain miêu tả khoa học năm 1952.